# Ginés González García
Ginés Mario González García (San Nicolás, 31 de agosto de 1945-Buenos Aires, 18 de octubre de 2024)fue un político y médico cirujano argentino. Fue ministro de Salud de la Nación desde el 10 de diciembre de 2019 hasta el 19 de febrero de 2021, cuando renunció al cargo bajo la presidencia de Alberto Fernández.
Anteriormente, se desempeñó como ministro de Salud y Ambiente durante los Gobiernos de Eduardo Duhalde y Néstor Kirchner. De 2007 a 2015, fue embajador argentino en Chile, designado por la entonces presidenta de la Nación Cristina Fernández.

## Biografía
Médico cirujano Universidad Nacional de Córdoba. Se graduó con honores como Diplomado en Salud Pública Escuela de Salud Pública de la Universidad Nacional Buenos Aires;Especialista en Salud Pública Consejo Médicos de Córdoba; Diplomado como Médico Sanitarista Academia Nacional de Medicina; Magíster en Sistemas de Salud y Seguridad Social Universidad Nacional Lomas de Zamora y Fundación ISALUD; doctor honoris causa de la Universidad de Morón.
Se graduó con honores de la Universidad de Buenos Aires y obtuvo la certificación de Especialista en Salud Pública por el Consejo de Médicos de Córdoba. Además, fue reconocido como Médico Sanitarista por la Academia Nacional de Medicina.

### Comienzos
Ginés Mario González García nació el 31 de agosto de 1945, en San Nicolás de los Arroyos, en el extremo norte de la provincia de Buenos Aires; y se graduó de cirujano en la Universidad Nacional de Córdoba en 1967. En el ámbito académico obtuvo los títulos de: Diplomado en Salud Pública de la Escuela de Salud Pública de la Universidad de Buenos Aires con especialización en Administración en Salud; Especialista en Salud Pública del Consejo de Médicos de Córdoba; Diplomado como Médico Sanitarista en la Academia Nacional de Medicina y Magíster en Sistemas de Salud y Seguridad Social de la Universidad Nacional de Lomas de Zamora y la Fundación ISALUD con la Tesis «Políticas de Medicamentos basadas en la demanda». Autor de varios libros. Condecorado por los gobiernos de España, Brasil y Bolivia por su aporte a la Salud Pública.
Desde 1970 hasta 1976 trabajó en Salud Pública en Salta, Buenos Aires, La Rioja, Córdoba y San Luis como delegado sanitario federal.
Asimismo, en 2019 obtuvo un reconocimiento como «Doctor Honoris Causa» de la Universidad de Morón.
Desde 1970 hasta 1976 trabajó en Salud Pública en Salta, Buenos Aires, La Rioja, Córdoba y San Luis como delegado sanitario federal. Luego se desempeñó como director general hasta el golpe de Estado de 1976 en donde fue obligado a renunciar a su puesto como director general del Sistema Nacional de Salud de San Luis. Entonces mantuvo un corto exilio en España para volver antes de retornar la democracia. En ese período trabajó en diversas organizaciones como la Unión Trabajadores de Entidades Deportivas y Civiles (UTEDYC) y Unión Obrera de la Construcción de la República Argentina (UOCRA), en el cargo de auditor médico en las respectivas obras sociales.
Desde 1988 a 1991 se desempeñó como ministro de Salud de la Provincia de Buenos Aires en la gobernación de Antonio Cafiero. A partir de 1991 hasta 2002 estuvo al frente de la Fundación Isalud, de la cual es fundador y primer presidente. Desde allí desarrolló varios programas sanitarios. También fue fundador y primer presidente de AES. En su larga carrera académica ha dictado más de 500 conferencias nacionales e internacionales.A partir de 1991 hasta 2002 estuvo al frente de la Fundación Isalud, de la cual es fundador y primer presidente. Desde ese lugar desarrolló varios programas sanitarios.

### Ministro de Salud (2002-2007)
En enero de 2002, fue nombrado como Ministro de Salud de la Nación durante el Gobierno del presidente Eduardo Duhalde, siendo ratificado dada su experiencia en 2003 por el nuevo gobernante Néstor Kirchner.
Durante la administración de Duhalde, se lanzó el Plan Remediar, que tenía como objetivo garantizar el acceso gratuito de medicamentos ambulatorios a la población por debajo de la línea de pobreza y sin seguridad social, que por entonces se estimaba en 15 millones de personas. Este programa fue financiado por fondos propios (US$ 60 millones). Su objetivo es el fortalecimiento de la estrategia de Atención Primaria de Salud. Comenzó su funcionamiento en el año 2002 como una respuesta sanitaria ante la profunda crisis que sufrió el país en el año 2001 a través del envío de botiquines con medicamentos esenciales y otros insumos del MSAL, a más de 6600 Centros de Atención Primaria de la Salud.
En materia de sexualidad y natalidad, el ministerio desarrolló un plan basado en la educación sexual y la libre distribución de preservativos y anticonceptivos. González García declaró en diversas oportunidades su apoyo a la despenalización del aborto,
Que era penalizado con excepción de los casos donde se encuentra en peligro la vida de la madre o por violación. La despenalización fue conseguida en diciembre de 2020.
Fue impulsado por el entonces ministro de Salud de la Nación, Ginés González García, ante la delicada y preocupante situación, en particular entre las embarazadas. El objetivo era garantizar gratuitamente casi el 90 % de los medicamentos para las enfermedades más frecuentes de quienes acceden a la salud pública en el Primer Nivel de Atención.
Entre 2005 y 2013, lanzó el plan el SUMAR dio cobertura de salud a más de 18 millones de adolescentes, embarazadas, y mujeres y hombres de hasta 64 años en todo el país, que carecían de cualquier obra social o seguro médico. Dio impulso a la Ley N.º 26.689 sobre el cuidado integral de la salud de las personas con enfermedades congénitas -acompañada por el lanzamiento del Programa Nacional de Enfermedades Poco Frecuentes y Anomalías Congénitas (EPFyAC)8 - y la Ley N.º 25.929 de Parto Humanizado9, que buscaba anteponer el parto natural a las prácticas invasivas y garantizar el respeto a los derechos de las mujeres gestantes y sus familias.
En 2007, el Ministerio distribuyó una guía para la atención de abortos no punibles con el fin de evitar la judicialización de los casos previstos en la ley. Este apoyo explícito a la despenalización del aborto le valió crítica del capellán y obispo Antonio Baseotto, quien le envió una carta con la frase «los que escandalizan a los pequeños merecen que le cuelguen una piedra de molino al cuello y lo tiren al mar» 
Hacia 2005 la tasa de mortalidad infantil bajó al 13,3 por mil, destacándose como el índice más bajo de las últimas tres décadas. Con este descenso, se evitó la muerte de 1069 chicos respecto al año anterior. González García reveló además que en los primeros seis meses de 2006 murió un 11 % menos de niños, comparado con el mismo período del año anterior, baja que se registra desde el 2002 implica que en el 2003 se evitó la muerte de 219 niños; en el 2004 de 908 y en el 2005 de 1069, una baja de 10,1 en las defunciones infantiles.

### Embajador en Chile (2007-2015)
Desde el 24 de diciembre de 2007, Ginés González García fue designado embajador de Argentina en Chile. En 2011, el exministro volvió a ser ratificado en su puesto por la mandataria Cristina Fernández de Kirchner durante su segundo período presidencial. En diciembre de 2015 finalizó su designación y fue sucedido por José Octavio Bordón.

### Ministro de Salud (2019-2021)
El 3 de diciembre de 2019 el presidente electo, Alberto Fernández, anunció que Ginés González García sería su ministro de Salud. El 10 de diciembre de ese año asumió el cargo.
Su primera medida, firmada el 12 de diciembre de 2019, fue la actualización del protocolo de aborto no punible que establece una guía de procedimientos para la interrupción legal del embarazo por el que recibió un escrache en su domicilio ese año por parte de grupos opuestos.Ese mismo año la Universidad Nacional de Córdoba le otorgó el título de doctor honoris causa.
El 3 de marzo de 2020 se confirma el primer caso de COVID-19 en la Argentina, que comenzó en diciembre del año anterior en Wuhan, China. El 7 de marzo, se confirma el primer muerto por coronavirus en Argentina, un hombre de 64 años que había viajado a París. Al día siguiente se confirmaron tres nuevos casos.
Unos días después, en vistas de las nuevas recomendaciones de la Organización Mundial de la Salud (OMS), el gobierno declaró la suspensión de las clases en jardines, primarias, secundarios y el cierre de las fronteras. El 19 de marzo el gobierno decretó la cuarentena total y obligatoria hasta el 31 de marzo,
El 19 de febrero de 2021, tras el escándalo por vacunatorio VIP en el Ministerio de Salud de Argentina, el presidente Alberto Fernández pidió la renuncia de González García, tras la controversia por la vacunación contra el COVID-19.

#### Declaraciones sobre la COVID-19
Durante el año 2020, mientras fue Ministro de Salud, hizo apreciaciones sobre la COVID-19:
Ese mismo mes lanzó el plan de apoyo a embarazadas y plan primera lactancia tenía como propósito acompañar, durante el embarazo y luego del nacimiento, a alrededor de cien mil madres titulares de la Asignación Universal por Embarazo, para promover los cuidados prenatales y brindar herramientas claves para prevenir la mortalidad infantil. La iniciativa surgió luego de que, en el año 2013, el Ministerio de Salud relevara que un 30% de las embarazadas llegaba al parto con controles insuficientes y detectara un aumento del fallecimiento de lactantes, identificando el sofocamiento consecuencia del colecho como una de sus causantes principales.

## Vida privada
Contrajo matrimonio con Gloria Raquel Bender, fueron padres de  Maya y Lorena González. La pareja luego se divorciaría.

### Fallecimiento
Gónzalez García falleció el 18 de octubre de 2024 a los 79 años, tras haber sido internado en el Instituto Quirúrgico del Callao por cáncer en Buenos Aires, Argentina. La noticia de su fallecimiento fue anunciada en la cuenta de Instagram personal. Había sido procesado judicialmente el día anterior a su fallecimiento.

## Distinciones
En 2013 recibió el Premio Konex, Diploma al Mérito en la disciplina Salud Pública.
El 19 de septiembre de 2019, la Universidad Nacional de Córdoba (UNC) le otorgó el título de doctor honoris causa. La entrega de su título fue por el rector de la UNC, Hugo Juri, exministro de la Nación.
Recibió el doctorado honoris causa de la Universidad de Buenos Aires (UBA) el 3 de diciembre de 2019, coincidentemente con el Día del Médico. El rector Alberto Barbieri, acompañado por el entonces presidente electo, Alberto Fernández, y por el decano de la Facultad de Medicina, Ricardo Gelpi, hizo entrega del diploma.
En 2019 obtuvo un reconocimiento como «Doctor Honoris Causa» de la Universidad de Morón.